# Procerocymbium sibiricum
Procerocymbium sibiricum là một loài nhện trong họ Linyphiidae.
Loài này thuộc chi Procerocymbium. Procerocymbium sibiricum được Kirill Yuryevich Eskov miêu tả năm 1989.